# Gwiezdny Pirat (czasopismo)
Gwiezdny Pirat – polskie czasopismo traktujące o grach fabularnych.
Było wydawane przez wydawnictwo Portal w latach 2002-2013, z przerwą od lipca 2003 do września 2004. Od numeru 20. (kwiecień 2007) „Gwiezdny Pirat” ukazywał się wyłącznie formie elektronicznej i był bezpłatnie dostępny na stronie wydawnictwa. Ostatni, 59 numer, ukazał się w maju 2013 roku.
Pismo zawierało od 40 do 80 stron. Czytelnicy mogli znaleźć w „Gwiezdnym Piracie” informacje ze światowego rynku  RPG, oraz artykuły i przygody do systemów Neuroshima, Monastyr, Warhammer Fantasy Roleplay i innych, a także materiały o grach planszowych i karcianych.